# Signiphora noacki
Signiphora noacki är en stekelart som beskrevs av William Harris Ashmead 1900. Signiphora noacki ingår i släktet Signiphora och familjen långklubbsteklar. Inga underarter finns listade i Catalogue of Life.